# 다나베 요코
다나베 요코(일본어: 田辺 陽子, 1966년 1월 28일~)는 일본의 유도 선수, 지도자로 1992년과 1996년 하계 올림픽에서 여자 하프헤비급 은메달을 획득했다. 또한 세계 선수권 대회에서 은메달 2개, 동메달 3개를 획득했고 아시안 게임에서 금메달 1개, 동메달 1개를 획득했다. 은퇴 후에는 지도자가 되었으며 현재 니혼 대학 여자 유도부 감독을 맡고 있다.